# 前251年
| 千纪： | 前1千纪 |
| 世纪： | 前4世纪 \| 前3世纪 \| 前2世纪                                                                                         |
| 年代： | 前280年代 \| 前270年代 \| 前260年代 \| 前250年代 \| 前240年代 \| 前230年代 \| 前220年代                               |
| 年份： | 前256年 \| 前255年 \| 前254年 \| 前253年 \| 前252年 \| 前251年 \| 前250年 \| 前249年 \| 前248年 \| 前247年 \| 前246年 |
| 纪年： | 齊王建十四年 趙孝成王十五年 魏安僖王二十六年 韓桓惠王二十二年 秦昭襄王五十六年 楚考烈王十二年 衛元君元年 燕王喜四年   |

## 大事記
- 已發現的佉盧文最早可追溯至前251年。
- 秋，秦昭襄王薨，秦孝文王柱立。尊生母唐八子為唐太后，以子楚為太子。赵人奉子楚妻子歸之。韓桓惠王衰絰入吊祠。
- 燕國趁長平之戰後趙國國力未復，發動鄗代之戰，趙軍大勝，燕軍主將栗腹戰死、卿秦被俘。[1]
- 都江堰完工。

## 出生
- 騶搖，西漢時東甌王。

## 逝世
- 秦昭襄王，秦国君主（出生前324年）。